# Hauptstrasse 28
Die Hauptstrasse 28 ist eine Hauptstrasse durch den Schweizer Kanton Graubünden. Sie verbindet das Rheintal über drei Pässe mit dem Südtiroler Etschtal.

## Geschichte
Die Deutsche Strasse von Chur über den St. Luzisteig und Liechtenstein bis zur österreichischen Grenze bei Feldkirch wurde 1786 in Betrieb genommen und gilt als wichtigstes Bündner Strassenbauprojekt des 18. Jahrhunderts.
Von 1842 bis 1860 entstand die Prättigauer Strasse von Landquart bis Davos. Von 1866 bis 1867 entstand eine moderne Kunststrasse über den Flüelapass. Von 1871 bis 1872 wurde auch eine moderne Fahrstrasse über den Ofenpass erbaut.

## Verlauf
Die Hauptstrasse 28 begann früher im liechtensteinischen Schaan, es ging dann über Vaduz und über den St. Luzisteig-Pass nach Maienfeld in der Bündner Herrschaft und dann nach Landquart. Der Schweizer Abschnitt bildet heute die Hauptstrasse 414. 
Die heutige Hauptstrasse 28 beginnt in Landquart. Durch das Prättigau geht es nach Klosters, über den Wolfgangpass nach Davos, über den Flüelapass ins Engadin und weiter durch den Schweizer Nationalpark, über den Ofenpass und durch das Münstertal nach Müstair an der Grenze zum italienischen Südtirol.
Nationalstrasse zwischen Landquart und Klosters-Selfranga

Besonderes Gewicht kommt dem Abschnitt zu, der von Landquart via Prättigau die Kurorte Klosters und Davos sowie (von Klosters durch den Vereinatunnel) das Unterengadin erschliesst. Die Strecke von Landquart bis zum Verladebahnhof Klosters-Selfranga wurde daher ins Nationalstrassennetz aufgenommen und wird schrittweise zu einer gemischten Nationalstrasse zweiter und dritter Klasse ausgebaut.

## Wintersichere Verbindung ins Engadin
Die Talschaften Engadin, Münstertal, Puschlav und Bergell sind lediglich durch eine einzige ganzjährig offene Strasse über den Julierpass mit dem Rest des Landes verbunden. In den siebziger und achtziger Jahren stand daher zur Debatte, die Flüelastrasse zu einer zweiten wintersicheren Verbindung auszubauen. Schliesslich wurde aber die Alternative eines Eisenbahntunnels mit Autoverlad gewählt. Dementsprechend verlor die Hauptstrasse 28 zwischen Davos und Susch mit der Eröffnung der Vereinalinie im Jahr 2000 ihre überregionale Erschliessungsfunktion.